# 19e étape du Tour de France 2001
Pour un article plus général, voir Tour de France 2001.
La 19e étape du Tour de France 2001 a eu lieu le 28 juillet 2001 entre Orléans et Évry, en France, sur une distance de 160 km. Elle a été remportée par l'Allemand Erik Zabel. L'Américain Lance Armstrong conserve le maillot jaune,.

## Classement de l'étape
| \| Classement de l'étape \| Classement de l'étape \| Classement de l'étape \| Classement de l'étape \| Classement de l'étape \| \| Coureur \| Coureur \| Pays \| Équipe \| Temps \| \| --------------------- \| --------------------- \| --------------------- \| ------------------------ \| --------------------- \| \| 1er \| Erik Zabel \| Allemagne \| Deutsche Telekom \| 3 h 10 min 57 s \| \| 2e \| Stuart O'Grady \| Australie \| Crédit Agricole \| + 0 s \| \| 3e \| Romāns Vainšteins \| Lettonie \| Domo-Farm Frites-Latexco \| + 0 s \| \| 4e \| Sven Teutenberg \| Allemagne \| Festina \| + 0 s \| \| 5e \| Ján Svorada \| Tchéquie \| Lampre-Daikin \| + 0 s \| \| 6e \| Alessandro Petacchi \| Italie \| Fassa Bortolo \| + 0 s \| \| 7e \| Damien Nazon \| France \| Bonjour \| + 0 s \| \| 8e \| Alexei Sivakov \| Russie \| BigMat-Auber 93 \| + 0 s \| \| 9e \| Christophe Capelle \| France \| BigMat-Auber 93 \| + 0 s \| \| 10e \| Jimmy Casper \| France \| La Française des jeux \| + 0 s \| |                     |           |                          |                 |
| |                     |           |                          |                 |
| |                     |           |                          |                 |
| Classement de l'étape |                     |           |                          |                 |
| Coureur | Coureur             | Pays      | Équipe                   | Temps           |
| 1er | Erik Zabel          | Allemagne | Deutsche Telekom         | 3 h 10 min 57 s |
| 2e | Stuart O'Grady      | Australie | Crédit Agricole          | + 0 s           |
| 3e | Romāns Vainšteins   | Lettonie  | Domo-Farm Frites-Latexco | + 0 s           |
| 4e | Sven Teutenberg     | Allemagne | Festina                  | + 0 s           |
| 5e | Ján Svorada         | Tchéquie  | Lampre-Daikin            | + 0 s           |
| 6e | Alessandro Petacchi | Italie    | Fassa Bortolo            | + 0 s           |
| 7e | Damien Nazon        | France    | Bonjour                  | + 0 s           |
| 8e | Alexei Sivakov      | Russie    | BigMat-Auber 93          | + 0 s           |
| 9e | Christophe Capelle  | France    | BigMat-Auber 93          | + 0 s           |
| 10e | Jimmy Casper        | France    | La Française des jeux    | + 0 s           |

## Classement général
| \| Classement général \| Classement général \| Classement général \| Classement général \| Classement général \| \| Coureur \| Coureur \| Pays \| Équipe \| Temps \| \| ------------------ \| ------------------------- \| ------------------ \| ------------------------------- \| ------------------ \| \| 1er \| Lance Armstrong \| États-Unis \| US Postal Service \| DQ \| \| 2e \| Jan Ullrich \| Allemagne \| Deutsche Telekom \| \| \| 3e \| Joseba Beloki \| Espagne \| ONCE-Eroski \| \| \| 4e \| Andrei Kivilev \| Kazakhstan \| Cofidis-Le Crédit par Téléphone \| \| \| 5e \| Igor González de Galdeano \| Espagne \| ONCE-Eroski \| \| \| 6e \| François Simon \| France \| Bonjour \| \| \| 7e \| Óscar Sevilla \| Espagne \| Kelme-Costa Blanca \| \| \| 8e \| Santiago Botero \| Colombie \| Kelme-Costa Blanca \| \| \| 9e \| Marcos Serrano \| Espagne \| ONCE-Eroski \| \| \| 10e \| Michael Boogerd \| Pays-Bas \| Rabobank \| \| |                           |            |                                 |       |
| |                           |            |                                 |       |
| |                           |            |                                 |       |
| Classement général |                           |            |                                 |       |
| Coureur | Coureur                   | Pays       | Équipe                          | Temps |
| 1er | Lance Armstrong           | États-Unis | US Postal Service               | DQ    |
| 2e | Jan Ullrich               | Allemagne  | Deutsche Telekom                |       |
| 3e | Joseba Beloki             | Espagne    | ONCE-Eroski                     |       |
| 4e | Andrei Kivilev            | Kazakhstan | Cofidis-Le Crédit par Téléphone |       |
| 5e | Igor González de Galdeano | Espagne    | ONCE-Eroski                     |       |
| 6e | François Simon            | France     | Bonjour                         |       |
| 7e | Óscar Sevilla             | Espagne    | Kelme-Costa Blanca              |       |
| 8e | Santiago Botero           | Colombie   | Kelme-Costa Blanca              |       |
| 9e | Marcos Serrano            | Espagne    | ONCE-Eroski                     |       |
| 10e | Michael Boogerd           | Pays-Bas   | Rabobank                        |       |

## Classements annexes
| Classement par points | Classement par points | Classement par points | Classement par points | Classement par points |
| Coureur               | Coureur               | Pays                  | Équipe                | Points                |
| --------------------- | --------------------- | --------------------- | --------------------- | --------------------- |
| 1er                   | Stuart O'Grady        | Australie             | Crédit Agricole       | 212 pts               |
| 2e                    | Erik Zabel            | Allemagne             | Deutsche Telekom      | 210 pts               |
| 3e                    | Damien Nazon          | France                | Bonjour               | 149 pts               |
| 4e                    | Lance Armstrong       | États-Unis            | US Postal Service     | DQ                    |
| 5e                    | Jan Ullrich           | Allemagne             | Deutsche Telekom      | 127 pts               |

| Classement par points | Classement par points | Classement par points | Classement par points | Classement par points |
| Coureur               | Coureur               | Pays                  | Équipe                | Points                |
| --------------------- | --------------------- | --------------------- | --------------------- | --------------------- |
| 1er                   | Stuart O'Grady        | Australie             | Crédit Agricole       | 212 pts               |
| 2e                    | Erik Zabel            | Allemagne             | Deutsche Telekom      | 210 pts               |
| 3e                    | Damien Nazon          | France                | Bonjour               | 149 pts               |
| 4e                    | Lance Armstrong       | États-Unis            | US Postal Service     | DQ                    |
| 5e                    | Jan Ullrich           | Allemagne             | Deutsche Telekom      | 127 pts               |

| Classement de la montagne | Classement de la montagne | Classement de la montagne | Classement de la montagne | Classement de la montagne |
| Coureur                   | Coureur                   | Pays                      | Équipe                    | Points                    |
| ------------------------- | ------------------------- | ------------------------- | ------------------------- | ------------------------- |
| 1er                       | Laurent Jalabert          | France                    | CSC-Tiscali               | 257 pts                   |
| 2e                        | Jan Ullrich               | Allemagne                 | Deutsche Telekom          | 211 pts                   |
| 3e                        | Laurent Roux              | France                    | Jean Delatour             | 200 pts                   |
| 4e                        | Lance Armstrong           | États-Unis                | US Postal Service         | DQ                        |
| 5e                        | Stefano Garzelli          | Italie                    | Mapei-Quick Step          | 164 pts                   |

| Classement de la montagne | Classement de la montagne | Classement de la montagne | Classement de la montagne | Classement de la montagne |
| Coureur                   | Coureur                   | Pays                      | Équipe                    | Points                    |
| ------------------------- | ------------------------- | ------------------------- | ------------------------- | ------------------------- |
| 1er                       | Laurent Jalabert          | France                    | CSC-Tiscali               | 257 pts                   |
| 2e                        | Jan Ullrich               | Allemagne                 | Deutsche Telekom          | 211 pts                   |
| 3e                        | Laurent Roux              | France                    | Jean Delatour             | 200 pts                   |
| 4e                        | Lance Armstrong           | États-Unis                | US Postal Service         | DQ                        |
| 5e                        | Stefano Garzelli          | Italie                    | Mapei-Quick Step          | 164 pts                   |

| Classement du meilleur jeune | Classement du meilleur jeune | Classement du meilleur jeune | Classement du meilleur jeune | Classement du meilleur jeune |
| Coureur                      | Coureur                      | Pays                         | Équipe                       | Temps                        |
| ---------------------------- | ---------------------------- | ---------------------------- | ---------------------------- | ---------------------------- |
| 1er                          | Óscar Sevilla                | Espagne                      | Kelme-Costa Blanca           | 82 h 38 min 30 s             |
| 2e                           | Francisco Mancebo            | Espagne                      | iBanesto.com                 | + 10 min 03 s                |
| 3e                           | Jörg Jaksche                 | Allemagne                    | ONCE-Eroski                  | + 47 min 32 s                |
| 4e                           | Denis Menchov                | Russie                       | iBanesto.com                 | + 1 h 13 min 20 s            |
| 5e                           | Marco Pinotti                | Italie                       | Lampre-Daikin                | + 1 h 15 min 59 s            |

| Classement du meilleur jeune | Classement du meilleur jeune | Classement du meilleur jeune | Classement du meilleur jeune | Classement du meilleur jeune |
| Coureur                      | Coureur                      | Pays                         | Équipe                       | Temps                        |
| ---------------------------- | ---------------------------- | ---------------------------- | ---------------------------- | ---------------------------- |
| 1er                          | Óscar Sevilla                | Espagne                      | Kelme-Costa Blanca           | 82 h 38 min 30 s             |
| 2e                           | Francisco Mancebo            | Espagne                      | iBanesto.com                 | + 10 min 03 s                |
| 3e                           | Jörg Jaksche                 | Allemagne                    | ONCE-Eroski                  | + 47 min 32 s                |
| 4e                           | Denis Menchov                | Russie                       | iBanesto.com                 | + 1 h 13 min 20 s            |
| 5e                           | Marco Pinotti                | Italie                       | Lampre-Daikin                | + 1 h 15 min 59 s            |

| Classement par équipes | Classement par équipes | Classement par équipes | Classement par équipes |
| Équipe                 | Équipe                 | Pays                   | Temps                  |
| ---------------------- | ---------------------- | ---------------------- | ---------------------- |
| 1re                    | Kelme-Costa Blanca     | Espagne                | 247 h 22 min 20 s      |
| 2e                     | ONCE-Eroski            | Espagne                | + 4 min 59 s           |
| 3e                     | Deutsche Telekom       | Allemagne              | + 41 min 06 s          |
| 4e                     | Bonjour                | France                 | + 41 min 49 s          |
| 5e                     | Rabobank               | Pays-Bas               | + 51 min 53 s          |

| Classement par équipes | Classement par équipes | Classement par équipes | Classement par équipes |
| Équipe                 | Équipe                 | Pays                   | Temps                  |
| ---------------------- | ---------------------- | ---------------------- | ---------------------- |
| 1re                    | Kelme-Costa Blanca     | Espagne                | 247 h 22 min 20 s      |
| 2e                     | ONCE-Eroski            | Espagne                | + 4 min 59 s           |
| 3e                     | Deutsche Telekom       | Allemagne              | + 41 min 06 s          |
| 4e                     | Bonjour                | France                 | + 41 min 49 s          |
| 5e                     | Rabobank               | Pays-Bas               | + 51 min 53 s          |